# Andre Dubus
Pour les articles homonymes, voir Dubus (homonymie).
Œuvres principales
- Separate Flights
- Adultery and Other Choices
- Se trouver une femme en Amérique
- The Times Are Never So Bad

Andre Dubus II, né le 11 août 1936 à Lake Charles en Louisiane et mort le 24 février 1999  à Haverhill dans le Massachusetts, est un écrivain américain.

## Biographie
Né dans une famille catholique d'origine cajun et irlandaise, il grandit à Lafayette et reçoit l'éducation des Frères des écoles chrétiennes. À partir de 1958, et jusqu'en 1963 (année où son père meurt), il s'engage dans les Marines, période durant laquelle il se marie. Il déménage ensuite à Iowa City et, en 1966, sort diplômé (MFA) en écriture créative de l’Université de l'Iowa pour finir par occuper un poste de professeur de littérature au Bradford College d'Haverhill jusqu'en 1984.
Son premier roman The Lieutenant, publié en 1967, est récompensé par le prix MacArthur et la bourse Guggenheim. Un soir de juillet 1986, alors qu'il revient de Boston, Andre Dubus veut aider un motocycliste qui gît sur le bord de l'autoroute. En voulant le secourir, il se fait lui-même renverser par une voiture. Cet accident le condamne au fauteuil roulant (il est amputé de la jambe droite et perd l'usage de la gauche). Afin d'aider Dubus à faire face aux frais médicaux, ses amis et collègues écrivains Ann Beattie, E.L. Doctorow, John Irving, Gail Godwin, Stephen King, John Updike, Kurt Vonnegut et Richard Yates organisent une soirée littéraire spéciale à Boston et récoltent 86 000 dollars. Après une longue période de rétablissement, Dubus reprend l’écriture. Son dernier recueil de nouvelles Dancing After Hours paraît en 1996 et est nommé pour le National Book Critics Circle Award.
Il est le père de l'écrivain André Dubus III.

## Œuvres

### Romans
- (en) The Lieutenant, 1967
- Se trouver une femme en Amérique, Actes Sud, 1987 ((en) Finding a Girl in America, 1980)
- Jolie, la fille, Actes Sud, 1986 ((en) The Pretty Girl, 1983)Roman court extrait du recueil The Times Are Never So Bad, 1983[2]
- Enquête à la grecque, Actes Sud, 1990 ((en) Land Where My Fathers Died, 1984)Roman court extrait du recueil The Last Worthless Evening, 1986[3]
- Morts en mer, Actes Sud, 1991 ((en) Deaths at sea, 1986)Roman court extrait du recueil The Last Worthless Evening, 1986[3]

### Recueils de nouvelles
- (en) Separate Flights, 1975
- (en) Adultery and Other Choices, 1977
- (en) The Times Are Never So Bad, 1983
- (en) The Last Worthless Evening, 1986
- (en) Selected Stories, 1988
- (en) Dancing After Hours, 1996
- Vendre sa prose, Actes Sud, 1998Contient dix nouvelles inédites en volume en France et parues précédemment dans divers recueils

### Essais
- (en) Broken Vessels, 1991
- (en) Meditations from a Moveable Chair, 1998
- (en) Leap of the Heart: Andre Dubus Talking, 2003

## Adaptations cinématographiques
- 2001 : In the Bedroom de Todd Field (d'après la nouvelle Killings)
- 2004 : We Don't Live Here Anymore de John Curran (d'après les nouvelles We Don't Live Here Anymore et Adultery)